# مرحلة خروج المغلوب في دوري أبطال أوروبا 2006–07
بدأت مرحلة خروج المغلوب لدوري أبطال أوروبا 2006–07 في 20 فبراير 2007، واختتم في 23 مايو 2008 بالنهائي على الملعب الأولمبي في أثينا.
الأوقات هي توقيت وسط أوروبا/توقيت وسط أوروبا الصيفي، كما هو مذكور من قبل الاتحاد الأوروبي لكرة القدم (الأوقات المحلية بين قوسين).